# Divisaderos
Divisaderos là một đô thị thuộc bang Sonora, México. Năm 2005, dân số của đô thị này là 681 người.